# Dag Norberg
Dag Ludvig Norberg (Strängnäs, 31 luglio 1909 – Stoccolma, 20 ottobre 1996) è stato un linguista, filologo e latinista svedese, autore di fondamentali opere sulla latinità medievale in prosa e in versi.

## Biografia

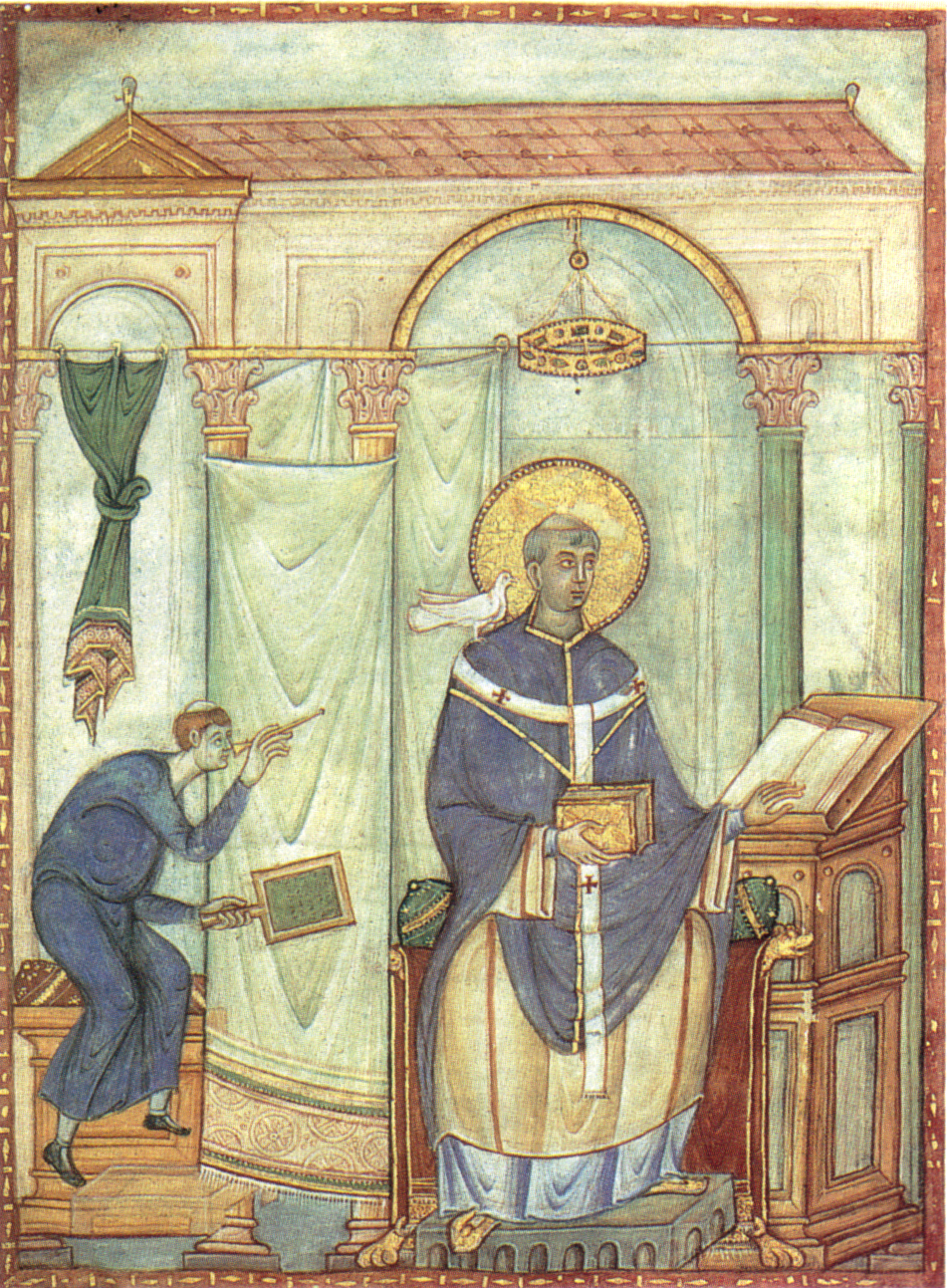
San Gregorio in cattedra, lo scriba e la colomba, da una miniatura del Registrum Gregorii

Norberg conseguì il dottorato nel 1937 presso l'Università di Uppsala, e nel 1948 divenne professore di lingua e letteratura latina presso l'Università di Stoccolma, ateneo in cui rimase fino al pensionamento, nel 1974, e del quale fu anche rettore negli anni 1966-1974. 
Nel 1946 divenne membro della Società reale di scienze umane di Uppsala, nel 1955 entrò a far parte della Reale accademia svedese di lettere, storia e antichità, e nel 1965 fu eletto membro dell'Reale Accademia Svedese delle Scienze.

### Studi
Il suo primo impegno di ricerca di ampio respiro fu negli anni 1937 e 1939, quando diede alle stampe l'opera in due volumi In registrum Gregorii Magni studia critica. Lo studio verteva sul carteggio di Gregorio Magno tramandato dal Registrum Gregorii, un codice miniato del X secolo al Museo Condé di Chantilly.
Negli anni a seguire, rivolse la sua attenzione allo studio della sintassi della tarda e media latinità iniziale, producendo due volumi, Syntaktische Forschungen auf dem Gebiete des Spätlateins und des frühen Mittellateins (1943) e Beiträge zur spätlateinischen Syntax (1944). In essi, Norberg mise in evidenza come molti testi medievali avessero sofferto nel tempo di una serie di emendazioni congetturali, operate dagli studiosi, che avevano dato luogo a una sorta di adattamento forzato del latino medievale a un'idea che si aveva del latino classico e del suo stile. 
Dal 1945, Norberg si risolse ad abbandonare l'uso sistematico del tedesco come mezzo di comunicazione scientifica e privilegiò in prevalenza il francese, una scelta che favorì la ricezione del suo insegnamento tra gli studiosi dell'area linguistica neolatina. 
Gli studi di Norberg concedevano ora un maggior spazio alla scrittura poetica e alla versificazione: è del 1954 La poésie latine rythmique du Haut Moyen Âge, monografia dedicata alla poesia e alla versificazione latina di età merovingia e carolingia, a cui, quattro anni dopo, fa seguito una seconda monografia, Introduction à l'étude de la versification latine médiévale. Il sistema simbolico e terminologico da lui messo in campo per la descrizione strutturale della versificazione ritmica mediolatina ha incontrato un largo favore tra gli studiosi, sebbene non incontrastato.
Nel 1968 diede alle stampe il fondamentale Manuel pratique du latin médiéval, ristampato nel 1980, che ha conosciuto due edizioni in lingua italiana (1974 e 1999). Il manuale è diventato presto il punto di riferimento iniziale, in Francia e Italia, per chi voglia introdursi allo studio della latinità medievale.
Più avanti nella carriera, Norberg ritornò sui suoi interessi filologici iniziali, pubblicando una edizione critica completa del Registrum Gregorii di Gregorio Magno in due volumi (1982), preceduti e seguiti, nel 1979 e nel 1990, dai due volumi dell'opera omnia in edizione critica della produzione poetica di Paolino di Aquileia.

## Opere
- Contra Felicem libri tres. Paulini Aquilensis opera omnia, pars I, Corpus Christianorum Continuatio Mediaevalis 95, Brepols, Turnhout, 1990
- L'accentuation des mots dans les vers du latin du Moyen Âge, Kungliga Vitterhets Historie och Antikvitets Akademien, Filologisk-filosofiska serien 32, Stoccolma, 1985
- S. Gregorii Magni registrum epistularum libri VII-XIV, Corpus Christianorum Series Latina 140A, Brepols, Turnhout, 1982
- S. Gregorii Magni registrum epistularum libri I-VII, Corpus Christianorum Series Latina 140, Brepols, Turnhout, 1982
- L'oeuvre poétique de Paulin d'Aquilée: édition critique avec introduction et commentaire, Kungliga Vitterhets Historie och Antikvitets Akademien, Filologisk-filosofiska serien 18, Stoccolma, 1979
- Manuel pratique du latin médiéval, A. & J. Picard, Parigi, 1968 
  - Manuale di latino medievale, Firenze, La Nuova Italia, 1974
  - Manuale di latino medievale, a cura di Massimo Oldoni, Schola Salernitana: studi e testi, Avagliano Editore, Cava de' Tirreni, 1999 ISBN 978-88-8309-011-0
- (a cura di Ritva María Jacobsson e Folke Sandgren), Au seuil du Moyen Âge II: études linguistiques, métriques et littéraires 1975-1995, Kungliga Vitterhets Historie och Antikvitets Akademien, Filologisk-filosofiska serien 40, Almqvist & Wiksell, Stoccolma, 1998
- Au seuil du Moyen Âge: études linguistiques, métriques et littéraires publiées par ses collègues et élèves à l'occasion de son 65e anniversaire, Editrice Antenore, Padova, 1974
- Introduction à l'étude de la versification latine médiévale, Almqvist & Wiksell, Stoccolma, 1958
  - An introduction to the study of medieval Latin versification, Catholic University of America Press, Washington, D. C., 2004
- La poésie latine rythmique du Haut Moyen Âge, Studia Latina Holmiensia 2, Almqvist & Wiksell, Stoccolma, 1954
- Beiträge zur spätlateinischen Syntax, Almqvist & Wiksell, 1944
- Syntaktische Forschungen auf dem Gebiete des Spätlateins und des frühen Mittellateins, Uppsala universitets årsskrift 9 (1943), Uppsala-Lipsia, 1943
- In registrum Gregorii Magni studia critica, 2 voll., Uppsala universitets årsskrift, 0372-4654, 4 (1937) e 7 (1939), Uppsala, 1937-39